# جيسيسي مونغوشي
جيسيسي مونغوشي (بالإنجليزية: Jesesi Mungoshi)‏، هي مُمثلة زيمبابوية. بدأت مسيرتها الفنية عام 1989، حين شاركت في فيلم بعُنوان رحلة أفريقية.

## مسارها الفني
كانت أول مشاركة لمونغوشي في عمل سينمائي سنة 1989، وذلك عندما شاركت في فيلم تلفزيوني حمل عُنوان رحلة أفريقية. شاركت مونغوشي بعدها أيضا في الجُزء الثاني من الفيلم سنة 1990.
في 1991، شاركت مونغوشي في فيلم نيريا، حيث مثلت فيه دور البطولة.
في 1993، شاركت مونغوشي في فيلم قصير للمُخرج فاراي سيفينزو [الإنجليزية] بعُنوان رويندو، وهُو من بطولة ييمي جودمان أجيبادي وبن دانيلز وإلدينا تشاتيدي وفرانك وندسور.
في 2017، شاركت المُمثلة في الفيلم الكوميدي الرومانسي كوك أوف الذي أخرجه توماس بريكهيل [الإنجليزية]، حيث أدت دور «جوجو». كان هذا الفيلم أول فيلم يُنتج في زيمبابوي بعد انتهاء فترة حُكم الرئيس السابق روبرت موغابي، وقد عُرض في المملكة المتحدة في 27 يوليو 2019.
تقديراً لمُساهماتها في ميدان الفن والسينما في زيمبابوي، نالت جيجيسي مونغوشي في مايو 2017 جائزة الإنجاز مدى الحياة من طرف جامعة زيمبابوي الكبرى [الإنجليزية] في مدينة ماسفينغو.
في 2020، شاركت مونغوشي في فيلم شاينا، وقد حظي هذا الفيلم بإشادة العديد من النقاد.

## حياتها الشخصية
كانت جيجيسي مُتزوجة من الكاتب والمُمثل والشاعر الزيمبابوي تشارلز مونغوشي، حيث استمر زواجهما إلى غاية 16 فبراير 2019، حين تُوفي تشارلز في هراري عاصمة زيمبابوي بعد صراع طويل مع المرض لمُدة 10 سنوات عن عمر ناهز 71 عامًا. أنجب الزوجان خمسة أبناء هُم فاراي وغراهام ونياشا وتشارلز وتسيتسي. اشتغل الزوجان معا في مجال السينما إلى جانب ابنهما فاراي.

## روابط خارجية
- جيسيسي مونغوشي على موقع IMDb (الإنجليزية)